# Xã Graham, Quận Johnson, Iowa
Xã Graham (tiếng Anh: Graham Township) là một xã thuộc quận Johnson, tiểu bang Iowa, Hoa Kỳ. Năm 2010, dân số của xã này là 489 người.